# Sriperumbudur (Taluk)
Der Taluk Sriperumbudur (Tamil: ஸ்ரீபெரும்புதூர் வட்டம்) ist ein Taluk (Subdistrikt) des Distrikts Kanchipuram im indischen Bundesstaat Tamil Nadu. Hauptort ist die namensgebende Stadt Sriperumbudur.

## Geografie
Der Taluk Sriperumbudur liegt im Norden des Distrikts Kanchipuram. Er grenzt an die Taluks Alandur und Tambaram im Osten, Chengalpattu im Süden und Kanchipuram im Südwesten sowie an die Distrikte Vellore im Nordwesten und Tiruvallur im Norden.
Der Taluk Sriperumbudur ist deckungsgleich mit den Blocks Sriperumbudur und Kundrathur. Seine Fläche beträgt 670,5 Quadratkilometer.

## Bevölkerung
Nach der Volkszählung 2011 hat der Taluk Sriperumbudur 486.063 Einwohner. Davon werden 54,2 Prozent als städtische und 45,8 Prozent als ländliche Bevölkerung klassifiziert. Die Bevölkerungsdichte liegt bei 725 Einwohnern pro Quadratkilometer.

## Orte
Zum Taluk Sriperumbudur gehören die folgenden Orte:
Städte:
- Kundrathur
- Mangadu
- Sriperumbudur

Dörfer:
| - Adhanur - Akkamapuram - Alagoor - Amarambedu - Ammanumbakkam - Arambakkam - Araneri - Ayakolathur - Ayyappanthangal - Boodhanur - Echoor - Edayarpakkam - Ekanapuram - Elimiyankottur - Erivakkam - Erumaiyur - Ettikuthimedu - Ezhichur - Gerugambakkam - Gunagarambakkam - Gunduperumbedu - Irandankattalai - Irumbedu - Irungattukottai - Irungulam - Jambodai - Kaduvancheri - Kanchivakkam - Kandamangalam - Kandivakkam - Kandur - Kannanthangal - Kappankottur - Karanaithangal - Karasangal - Karunakaracheri - Katrambakkam - Kattankolathur | - Kattupakkam - Kavalkazhani - Kavanur - Keelakalani - Keeranallur - Kiloy - Kodamanallur - Kodangacheri - Kolathur - Kollacheri - Kondavakkam - Koothavakkam - Korukkanthangal - Kottur - Kovur - Kozhumanivakkam - Kunnam - Madambakkam - Maduramangalam - Mahadevimangalam - Mahanyam - Malaipattu - Malayambakkam - Mambakkam - Manapakkam - Manimangalam - Mannur - Mathur - Melmaduramangalam - Mettupalayam - Mevalurkuppam - Molachur - Mugalivakkam - Naduveerapattu - Nallamperumbedu - Nallur - Nandambakkam - Nandimedu | - Nariyambakkam - Nattarasampattu - Navalur - Neelamangalam - Nemili - Oddankaranai - O. M. Mangalam - Oragadam - Orathur - Padappai - Padervadi - Padicheri - Panaiyyur - Panapakkam - Panrutti - Pappankuli - Paraniputhur - Pazhanthandalam - Pennalur - Perinjambakkam - Periyapanicheri - Pichivakkam - Pillaipakkam - Podavur - Pondur - Poondi - Poonthandalam - Puducheri - Puduppair - Ramanujapuram - Salamangalam - Santhavelur - Selvazhimangalam - Sendamangalam - Sengadu - Sennakuppam - Serapanacheri - Sethupattu | - Sikkarayapuram - Singilipadi - Sirukalathur - Sirukiloy - Sirumangadu - Sirumathur - Siruvanjur - Sivankoodal - Sivapuram - Sogandi - Somangalam - Thandalam - Tharapakkam - Tharavur - Thirumangalam - Thirumudivakkam - Thiruvembutheri - Thulasapuram - Thundalkalani - Umayalparamancheri - Vadakkupattu - Vadamangalam - Vadamelpakkam - Vadekkal - Vaipoor - Valarpuram - Valathancheri - Valayakaranai - Vallam - Varadharajapuram - Vattambakkam - Vellarai - Vellerithangal - Vengadu - Venjuvancheri - Vittavidagai |